# Сејлем (Индијана)
Сејлем (енгл. Salem) град је у америчкој савезној држави Индијана.

## Демографија
По попису из 2010. године број становника је 6.319, што је 147 (2,4%) становника више него 2000. године.
| Група             | 2000.         | 2010.         |
| Белци             | 6.072 (98,4%) | 6.130 (97,0%) |
| Афроамериканци    | 2 (0,0%)      | 28 (0,4%)     |
| Азијати           | 15 (0,2%)     | 35 (0,6%)     |
| Хиспаноамериканци | 26 (0,4%)     | 62 (1,0%)     |
| Укупно            | 6.172         | 6.319         |